# Boxely
A Boxely egy XML/CSS böngészőmotor, felhasználói felület renderelésére fejlesztett szoftver (úgy, ahogy a Gecko a XUL-t rendereli). Az AOL fejleszti és az AOL Instant Messenger, ICQ és az AOL Explorer szoftverekben található meg.